# العلاقات النمساوية اللوكسمبورغية
العلاقات النمساوية اللوكسمبورغية هي العلاقات الثنائية التي تجمع بين النمسا ولوكسمبورغ.

## مقارنة بين البلدين
هذه مقارنة عامة ومرجعية للدولتين:
| وجه المقارنة                                              | النمسا                                                    | لوكسمبورغ                                                     |
| --------------------------------------------------------- | --------------------------------------------------------- | ------------------------------------------------------------- |
| المساحة (كم2)                                             | 83.86 ألف                                                 | 2.59 ألف                                                      |
| عدد السكان (نسمة)                                         | 8.81 مليون                                                | 599.45 ألف                                                    |
| الكثافة السكانية (ن./كم²)                                 | 105.06                                                    | 231.45                                                        |
| العاصمة                                                   | فيينا                                                     | لوكسمبورغ                                                     |
| اللغة الرسمية                                             | اللغة الألمانية، لغة الإشارة النمساوية ‏                   | اللغة اللوكسمبورغية، لغة فرنسية، اللغة الألمانية              |
| العملة                                                    | يورو، شلن نمساوي، رايخ مارك، شلن نمساوي                   | يورو، فرنك لوكسمبورغ                                          |
| الناتج المحلي الإجمالي (بليون دولار)                      | 416.60 مليار                                              | 62.40 مليار                                                   |
| الناتج المحلي الإجمالي (تعادل القوة الشرائية) بليون دولار | 426.99 مليار                                              | 58.13 مليار                                                   |
| الناتج المحلي الإجمالي الاسمي للفرد دولار أمريكي          | 43.77 ألف                                                 | 101.45 ألف                                                    |
| الناتج المحلي الإجمالي للفرد دولار أمريكي                 | 47.68 ألف                                                 | 101.93 ألف                                                    |
| مؤشر التنمية البشرية                                      | 0.885                                                     | 0.892                                                         |
| رمز المكالمات الدولي                                      | +43                                                       | +352                                                          |
| رمز الإنترنت                                              | .at                                                       | .lu                                                           |
| المنطقة الزمنية                                           | توقيت وسط أوروبا، ت ع م+01:00، ت ع م+02:00، أوروبا/فيينا ‏ | توقيت وسط أوروبا، ت ع م+01:00، ت ع م+02:00، أوروبا/لوكسمبورج ‏ |

## مدن متوأمة
في ما يلي قائمة باتفاقيات التوأمة بين مدن نمساوية ولوكسمبورغية:
- ترتبط Ischgl [الإنجليزية]‏ مع شينجن باتفاقية توأمة.
- ترتبط يودنبورغ مع Niederanven [الإنجليزية]‏ باتفاقية توأمة.
- ترتبط مايرهوفن مع Mondorf-les-Bains [الإنجليزية]‏ باتفاقية توأمة.
- ترتبط Mödling [الإنجليزية]‏ مع إيش سوغ ألزيت باتفاقية توأمة منذ 1956.
- ترتبط Gaflenz [الإنجليزية]‏ مع Clemency, Luxembourg [الإنجليزية]‏ باتفاقية توأمة.

## منظمات دولية مشتركة
يشترك البلدان في عضوية مجموعة من المنظمات الدولية، منها:
| علم المنظمة | اسم المنظمة                               | تاريخ انضمام النمسا | تاريخ انضمام لوكسمبورغ |
| ----------- | ----------------------------------------- | ------------------- | ---------------------- |
|             | بنك التنمية الآسيوي                       | 1966                | 2003                   |
|             | الاتحاد الأوروبي                          | 1995                | 25 مارس 1957           |
|             | وكالة ضمان الاستثمار متعدد الأطراف        | 16 ديسمبر 1997      | 29 أغسطس 1991          |
|             | منظمة التعاون الاقتصادي والتنمية          | ?                   | ?                      |
|             | الأمم المتحدة                             | 14 ديسمبر 1955      | 24 أكتوبر 1945         |
|             | الوكالة الدولية للطاقة                    | ?                   | ?                      |
|             | الفريق المعني برصد الأرض                  | ?                   | ?                      |
|             | مركز تنسيق الحركة في أوروبا ‏              | ?                   | ?                      |
|             | منظمة حظر الأسلحة الكيميائية              | ?                   | ?                      |
|             | منظمة التجارة العالمية                    | ?                   | ?                      |
|             | منظمة الشرطة الجنائية الدولية             | ?                   | ?                      |
|             | البنك الإفريقي للتنمية                    | ?                   | ?                      |
|             | منظمة الأمن والتعاون في أوروبا            | 25 يونيو 1973       | 25 يونيو 1973          |
|             | مؤسسة التنمية الدولية                     | 28 يونيو 1961       | 4 يونيو 1964           |
|             | نظام تحكم تكنولوجيا القذائف               | 1991                | 1990                   |
|             | يونسكو                                    | 13 أغسطس 1948       | 27 أكتوبر 1947         |
|             | مجلس أوروبا                               | ?                   | ?                      |
|             | اتحاد المدفوعات الأوروبي ‏                 | ?                   | ?                      |
|             | الاتحاد البريدي العالمي                   | ?                   | ?                      |
|             | البنك الدولي للإنشاء والتعمير             | 27 أغسطس 1948       | 27 ديسمبر 1945         |
|             | الاتحاد الدولي للاتصالات                  | 1866                | 2 مارس 1866            |
|             | مؤسسة التمويل الدولية                     | 28 سبتمبر 1956      | 4 أكتوبر 1956          |
|             | المنظمة الأوروبية لسلامة الملاحة الجوية   | 1993                | 1960                   |
|             | المركز الدولي لتسوية المنازعات الاستشارية | 24 يونيو 1971       | 29 أغسطس 1970          |
|             | مجموعة أستراليا                           | 1989                | 1985                   |
|             | مجموعة الموردين النوويين                  | ?                   | ?                      |

## أعلام
هذه قائمة لبعض الشخصيات التي تربطها علاقات بالبلدين:
- إليزابيث من النمسا، ملكة بولندا (1437 – 30 أغسطس 1505)
- كارين كشويندت (لاعبة كرة مضرب نمساوية، 14 سبتمبر 1968 – )
- هاينريش يوهان نيبوموك فون كرانز (عالم نبات لوكسمبورغي، 25 نوفمبر 1722[24] – 18 يناير 1797)

## وصلات خارجية
- موقع وزارة الخارجية النمساوية
- موقع وزارة الخارجية اللوكسمبورغية